# Karise
Karise – miasto w Danii, w regionie Zelandia, w gminie Faxe.